# Ворожба (притока Сейму)
Ворожба — річка в Росії, у Медвенському й Октябрському районах Курської області. Ліва притока Сейму (басейн Дніпра).

## Опис
Довжина річки 21 км, площа басейну 226 км².

## Розташування
Бере початок у селі Воробжа. Спочатку тече на північний схід, потім на північний захід через Семенихине і впадає у річку Сейм, ліву притоку Десни.
Населені пункти вздовж берегової смуги: Андріановка, Журавлино, Свиридова, Лютична, Нижня Ворожба.
Річку перетинаї автомобільна дорога Селіхови Двори — Іваніно.